# تيرانس هايز
تيرانس هايز (بالإنجليزية: Terrance Hayes)‏ هو شاعر أمريكي، ولد في 18 نوفمبر 1971 في كولومبيا في الولايات المتحدة.